# La felicità nel peccato
La felicità nel peccato (Les nuits brûlantes de Linda) è un film del 1975 diretto da Jesús Franco, firmatosi la regia con lo pseudonimo di Rick Deconick. Il lungometraggio è una coproduzione italo-francese.

## Trama
Marie-France è una giovane donna che viene assunta dal ricco vedovo Paul Steiner come governante delle sue due figlie, la paraplegica Linda e la malata di mente Olivia. Nonostante la giovane abbia un sogno premonitore, nel quale le accadono eventi terrificanti, decide di accettare l'impiego e si reca sull'isola greca, dove risiede la famiglia Steiner. Al suo arrivo, Paul l'avverte di non fidarsi delle due ragazze, perché diaboliche. Ben presto Marie-France scopre che Olivia è, in realtà, la nipote di Paul e che Linda è nata da una relazione extraconiugale della defunta madre. Inoltre, la polizia sospetta che sia stato lo stesso signor Steiner a uccidere la moglie e il suo amante e pare che Olivia abbia assistito a questo tragico evento, che l'ha mandata fuori di testa e l'ha trasformata in una ninfomane. La giovane cerca di sedurre chiunque in casa e vede nell'arrivo dell'affascinante governante una nuova vittima. Mentre i segreti di famiglia si fanno strada per emergere a galla, si scatenano una serie di circostanze che scivolano sensualmente sempre più nella tragedia, trascinandosi dietro l'innocente Marie-France.

## Produzione
Il film è stato ambientato in Grecia ma le riprese furono nella realtà effettuate in un albergo spagnolo.

## Distribuzione
Nei paesi anglofoni fu distribuito con il titolo The hot night of Linda.
Il lungometraggio fu distribuito in Italia, dopo il taglio di alcune scene, solo nel 1979 con il divieto per i minori di 18 anni.
Nel 2013 viene rilasciata la versione in formato Blu-ray.